# Wereldkampioenschappen schoonspringen 2019 – driemeterplank synchroon mannen
Het synchroonspringen vanaf de driemeterplank voor mannen tijdens de wereldkampioenschappen schoonspringen 2019 vond plaats op 13 juli 2019 in het Nambu University Municipal Aquatics Center in Gwangju.

## Uitslag
Finalisten zijn de eerste 12 genoemde deelnemers, aangegeven met groen.
| Rang   | Land                   | Namen                                | Voorronde | Voorronde | Finale        | Finale        |
| Rang   | Land                   | Namen                                | Punten    | Rang      | Punten        | Rang          |
| ------ | ---------------------- | ------------------------------------ | --------- | --------- | ------------- | ------------- |
| Goud   | China                  | Cao Yuan Xie Siyi                    | 447.18    | 1         | 439.74        | 1             |
| Zilver | Verenigd Koninkrijk    | Daniel Goodfellow Jack Laugher       | 377.22    | 4         | 415.02        | 2             |
| Brons  | Mexico                 | Yahel Castillo Juan Celaya           | 366.60    | 9         | 413.94        | 3             |
| 4      | Duitsland              | Patrick Hausding Lars Rüdiger        | 376.44    | 6         | 399.87        | 4             |
| 5      | Rusland                | Jevgeni Koeznetsov Nikita Sjleicher  | 345.00    | 12        | 396.81        | 5             |
| 6      | Oekraïne               | Oleksandr Gorsjkovozov Oleg Kolodij  | 378.03    | 3         | 393.24        | 6             |
| 7      | Japan                  | Sho Sakai Ken Terauchi               | 384.09    | 2         | 389.43        | 7             |
| 8      | Verenigde Staten       | Andrew Capobianco Mike Hixon         | 374.97    | 7         | 388.08        | 8             |
| 9      | Colombia               | Sebastián Morales Daniel Restrepo    | 367.44    | 8         | 381.36        | 9             |
| 10     | Zuid-Korea             | Kim Yeong-nam Woo Ha-ram             | 376.47    | 5         | 372.33        | 10            |
| 11     | Polen                  | Kacper Lesiak Andrzej Rzeszutek      | 350.28    | 10        | 360.69        | 11            |
| 12     | Maleisië               | Chew Yiwei Ooi Tze Liang             | 348.00    | 11        | 357.30        | 12            |
| 13     | Frankrijk              | Gwendal Bisch Alexis Jandard         | 344.16    | 13        | Uitgeschakeld | Uitgeschakeld |
| 14     | Australië              | Matthew Carter Li Shixin             | 338.40    | 14        | Uitgeschakeld | Uitgeschakeld |
| 15     | Dominicaanse Republiek | Frandiel Gómez José Ruvalcaba        | 335.25    | 15        | Uitgeschakeld | Uitgeschakeld |
| 16     | Zwitserland            | Guillaume Dutoit Simon Rieckhoff     | 330.60    | 16        | Uitgeschakeld | Uitgeschakeld |
| 17     | Italië                 | Lorenzo Marsaglia Giovanni Tocci     | 320.64    | 17        | Uitgeschakeld | Uitgeschakeld |
| 18     | Nieuw-Zeeland          | Anton Down-Jenkins Liam Stone        | 319.29    | 18        | Uitgeschakeld | Uitgeschakeld |
| 19     | Singapore              | Timothy Lee Mark Lee                 | 314.91    | 19        | Uitgeschakeld | Uitgeschakeld |
| 20     | Koeweit                | Abdulrahman Abbas Hasan Qali         | 307.77    | 20        | Uitgeschakeld | Uitgeschakeld |
| 21     | Brazilië               | Luis Bonfim Kawan Figueredo          | 297.15    | 21        | Uitgeschakeld | Uitgeschakeld |
| 22     | Egypte                 | Youssef Ezzat Ammar Hassan           | 294.63    | 22        | Uitgeschakeld | Uitgeschakeld |
| 23     | Georgië                | Sandro Melikidze Tornike Onikashvili | 292.71    | 23        | Uitgeschakeld | Uitgeschakeld |
| 24     | Cuba                   | Angello Alcebo Laydel Domínguez      | 267.72    | 24        | Uitgeschakeld | Uitgeschakeld |
| 25     | Canada                 | Philippe Gagné François Imbeau-Dulac | 182.94    | 25        | Uitgeschakeld | Uitgeschakeld |